# Padiglione Zero di Expo 2015

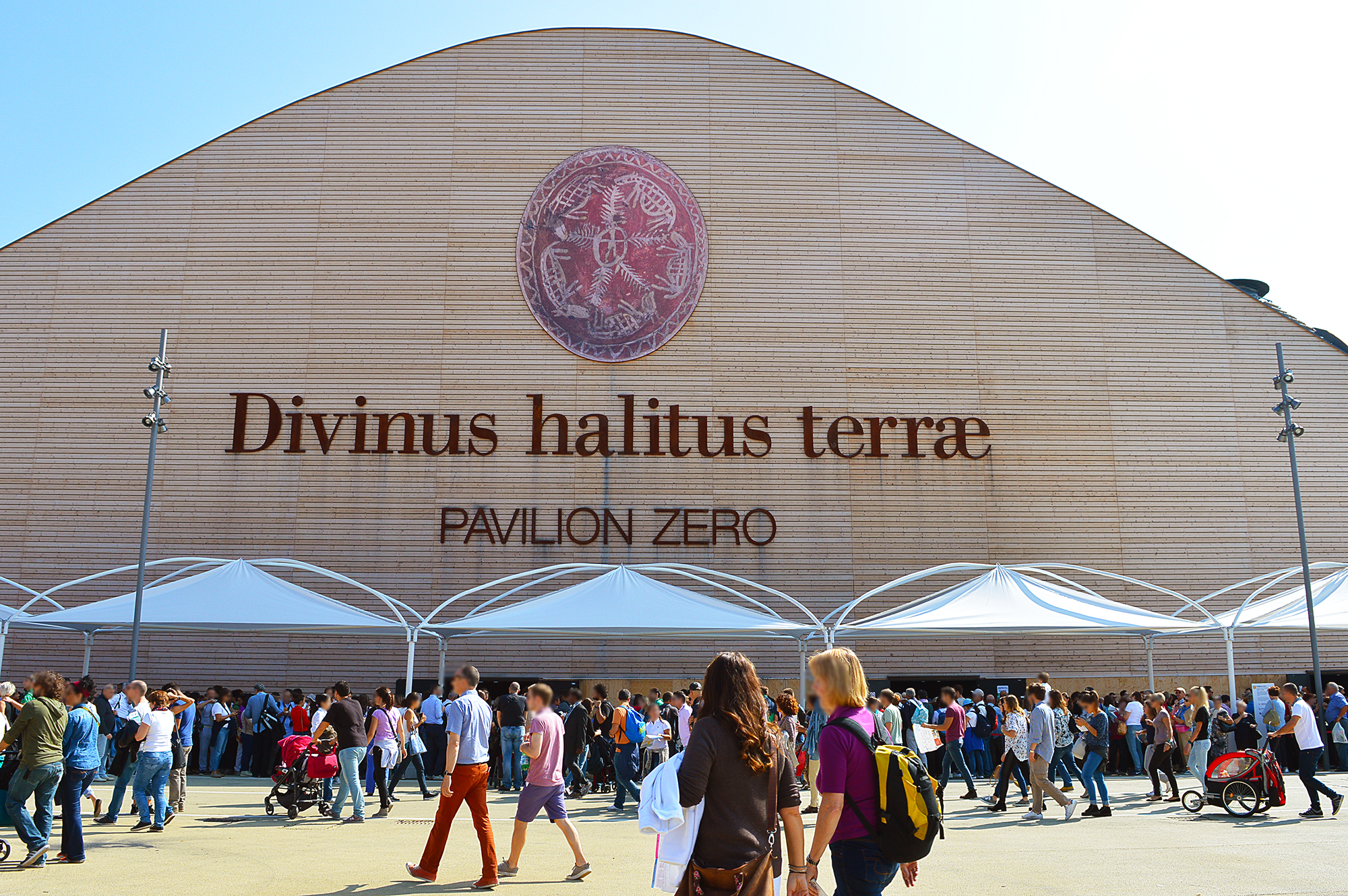
Milano Expo 2015 - Padiglione Zero

Il Padiglione Zero è stata una delle aree tematiche di Expo 2015. Si trovava all'estremo ovest del decumano, di fronte all'ingresso Triulza. Il padiglione fungeva da introduzione al tema dell'intera esposizione ed era una delle strutture permanenti dell'esposizione universale, fino al marzo 2021 quando fu smantellata.
Sulla grande facciata principale si poté leggere il motto in latino che dice Divinus halitus terræ, ovvero Il respiro divino della terra.
La struttura copriva una superficie di circa 9.000 metri quadrati di cui 5.500 riservati all'area espositiva, predisposta per i nove grandi spazi tematici che si sono succeduti come in una dimensione naturalmente irregolare.
Il complesso fu progettato dall'architetto Michele De Lucchi, l'allestimento ideato dallo scenografo Giancarlo Basili e curato da Davide Rampello. Il Padiglione Zero mostrava idealmente delle porzioni di crosta terrestre. Il risultato era rafforzato dalla totale copertura in legno, che visualmente restituiva ancora più netta la comprensione del concetto.
Il percorso di visita riprodusse nella successione delle sale un viaggio attraverso la storia dell'uomo, dal punto di vista dell'alimentazione e dell'agricoltura, associandosi al concetto delle Nazioni Unite Sfida Fame Zero. Uniti per un mondo sostenibile.
Il Padiglione Zero fu realizzato da un raggruppamento temporaneo di imprese composto dalla Tecnelit s.p.a.,società Torinese di costruzioni e la Set Up Live.

## Le sale tematiche

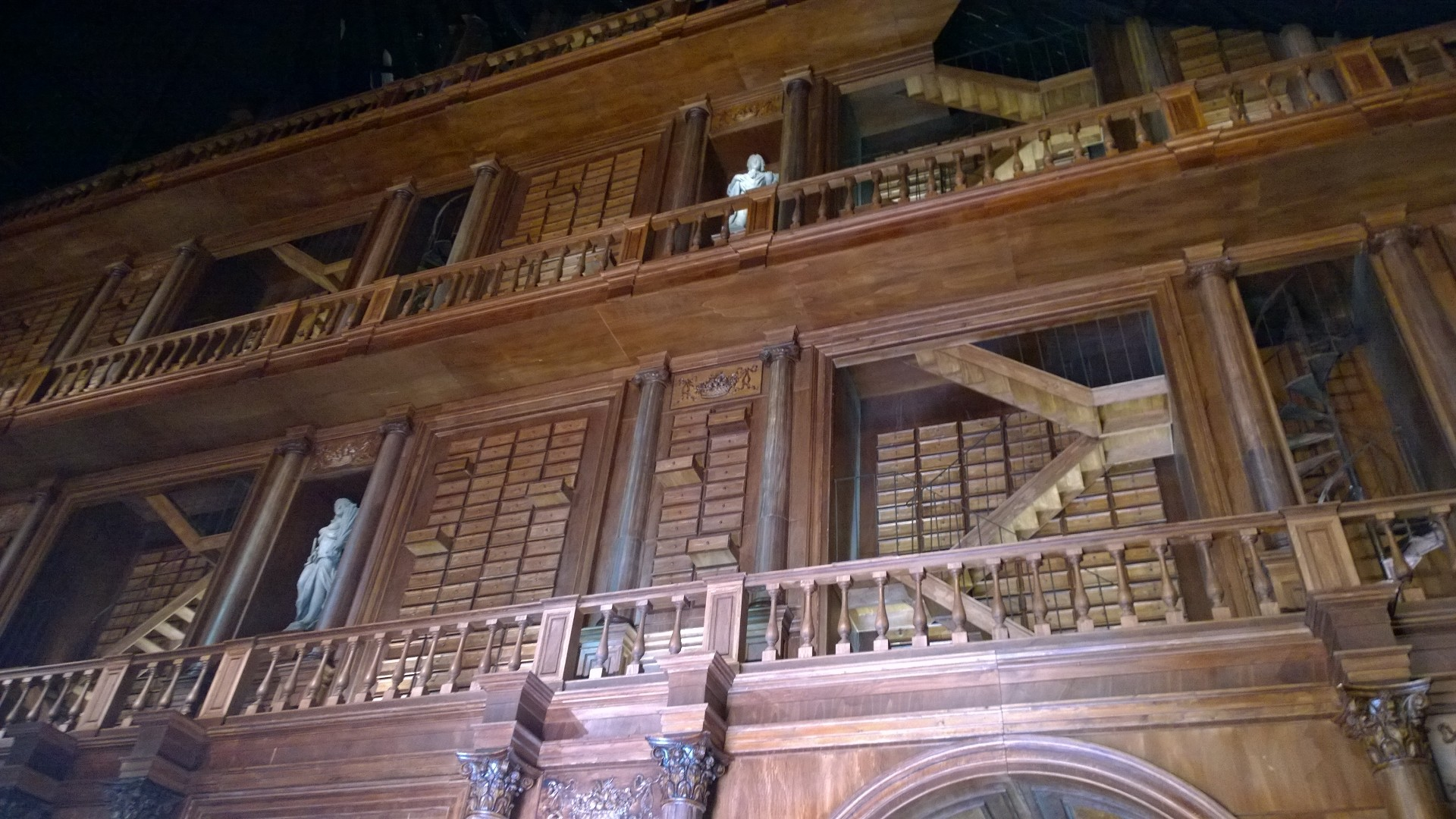
L'Archivio della memoria

La prima sala tematica era dedicata all'Archivio della Memoria: al suo interno fu allestito un grande archivio di legno somigliante alla struttura di un'antica biblioteca di ispirazione rinascimentale, che sembrava erompere dalla terra, munita di tanti cassetti, come a rappresentare la memoria conservata dei rituali e delle usanze alimentari che si sono susseguite nei millenni.

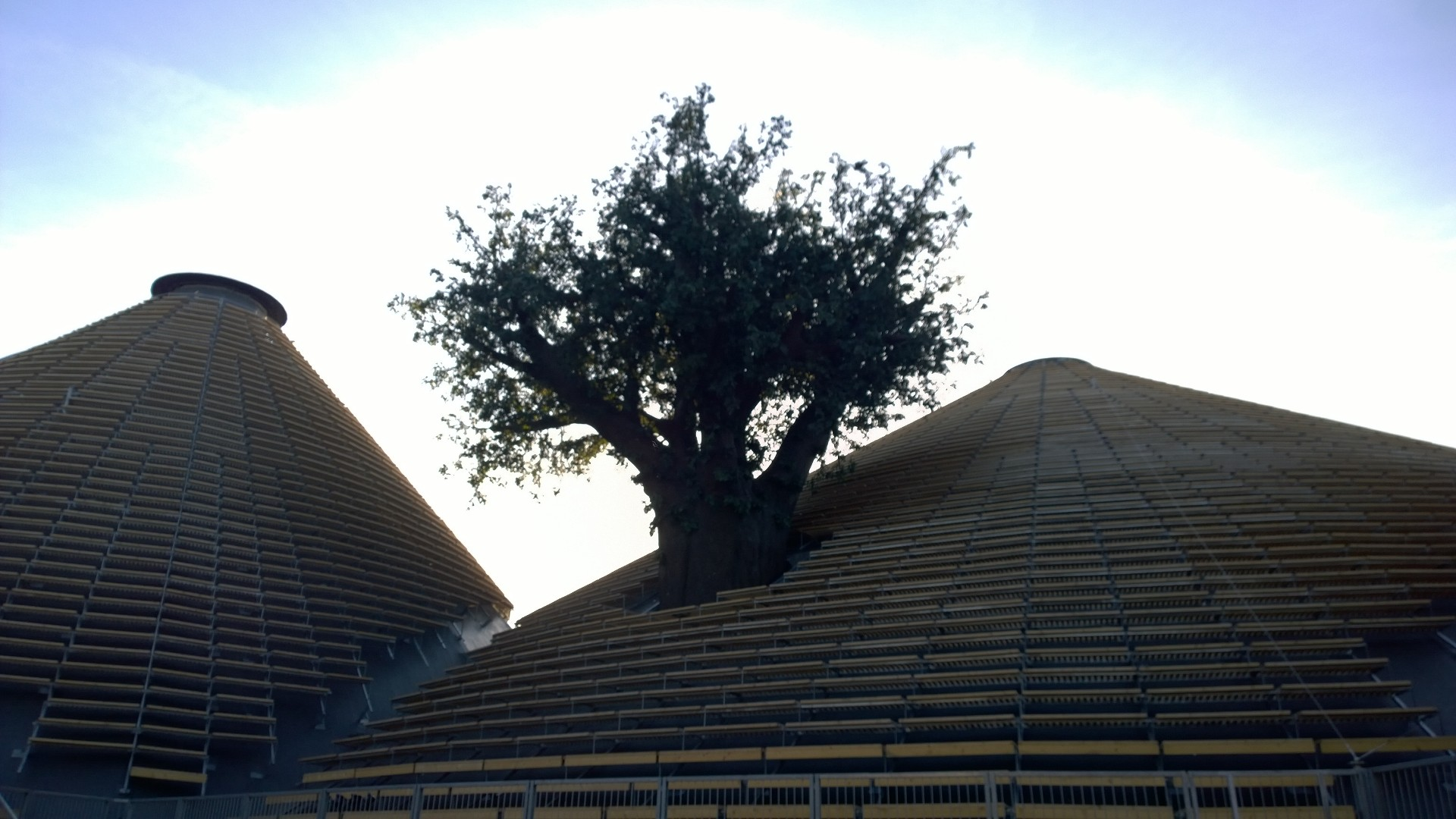
L'albero del Padiglione Zero

L'area successiva ospitò la proiezione del cortometraggio di Mario Martone, Pastorale cilentana. Il tema del film ruotava intorno a caccia, pesca, agricoltura e pastorizia, le arti attraverso cui l'uomo ha conosciuto la Natura, mettendola a proprio servizio. Nella stessa area fu presente un grande albero alto circa 23 metri, la cui chioma fuoriusciva dal soffitto svettando oltre il tetto del padiglione (visibile più avanti dal cortile); questa installazione voleva rimarcare la supremazia della Natura sull'uomo.

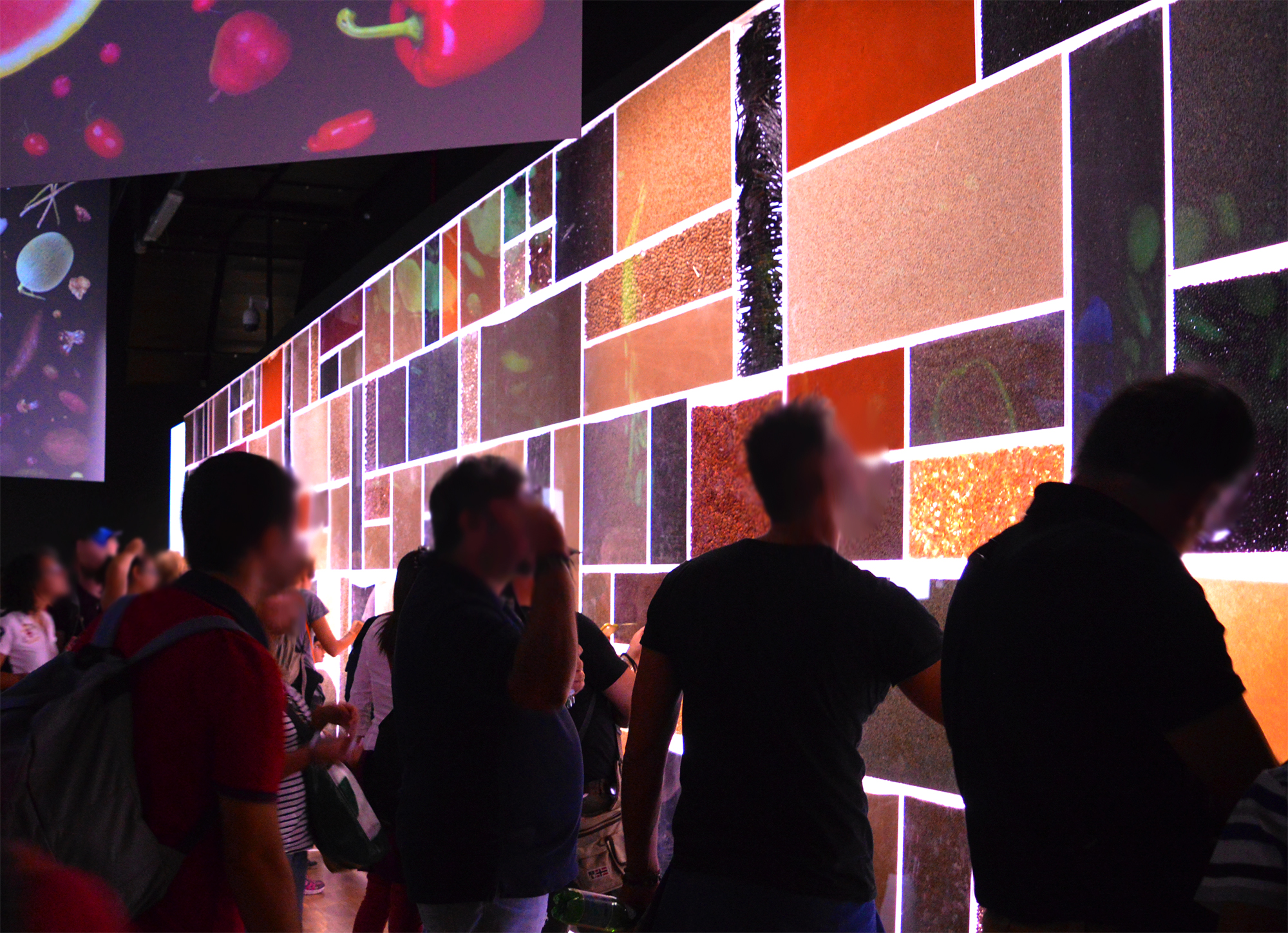
Sala dei semi

La sala successiva ospitò un'installazione che comprende una selezione di semi coltivati nelle principali piantagioni della terra. I semi erano conservati dentro dei contenitori trasparenti e retroilluminati, collocati su di una parete.
Al centro della sala grandi proiezioni fecero scorrere i numerosi prodotti della terra derivanti da quei semi, organizzati per colore.

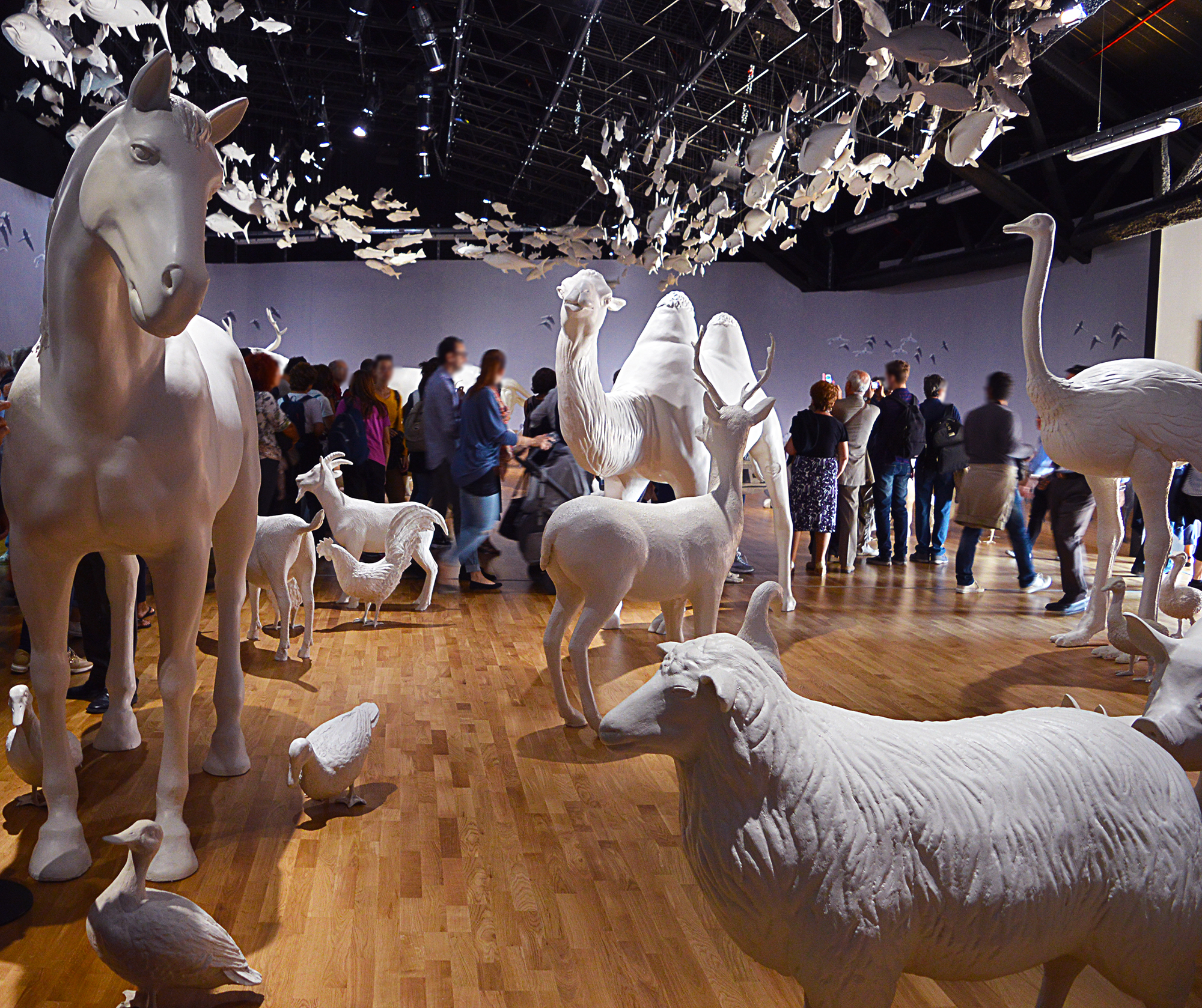
La sala degli animali

Il tour continuava nella sala degli animali per rappresentare una grande arca, dove erano riprodotte a grandezza naturale e di colore bianco molte specie di animali, che nei secoli gli uomini hanno allevato o cacciato.
Uscendo da questo ultimo ambiente si poté accedere alla Valle della civiltà, che comprendeva il cortile interno del padiglione, dove, a partire dal 4 luglio 2015, è esposta una statua in bronzo opera di Mimmo Paladino, realizzata in occasione dei 90 anni dell'Istituto della Enciclopedia Italiana e intitolata La conoscenza. Sempre nel cortile del padiglione fu presente un grande tavolo di 80 metri quadrati in legno kaori, vecchio di 40 000 anni, che riproduce la Pangea.
Si passava poi nell'area degli strumenti che si presentava sotto forma di campo arato delimitato da muretti a secco, a stabilire la nascita dei primi spazi geometrici e di proprietà privata in agricoltura. Al centro della stessa si erse una riproduzione di un antico mulino, e appesi come a fluttuare, attrezzi, utensili e strumenti utilizzati dai contadini nel passato per coltivare la terra.

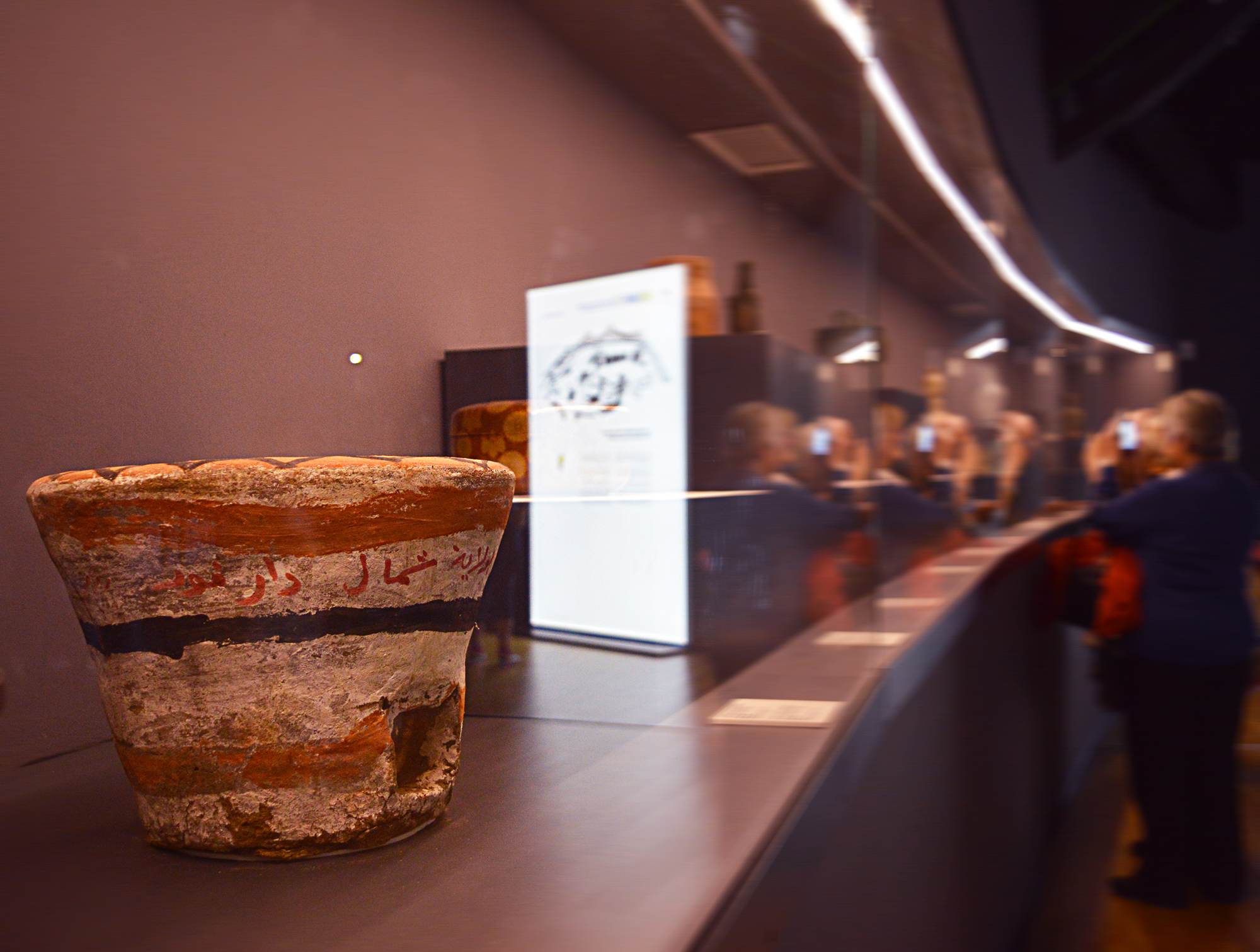
La sala dei recipienti

Sempre in questo spazio fu posta l'unica area del Padiglione Zero che conteneva materiale autentico archeologico: la Sala dei recipienti, dove erano in mostra almeno cinquanta tra vasi, anfore e otri, tra cui alcuni risalenti a millenni avanti Cristo.
Oltrepassando una grande anfora iconica, il visitatore fu catapultato nella modernità, ovvero nella zona dedicata alla rivoluzione industriale. La sala conteneva un grande plastico della superficie di circa 320 metri quadrati, che mostrava come l'uomo ha influito pesantemente sulle modifiche dell'ambiente cambiando anche il modo di produrre il cibo.

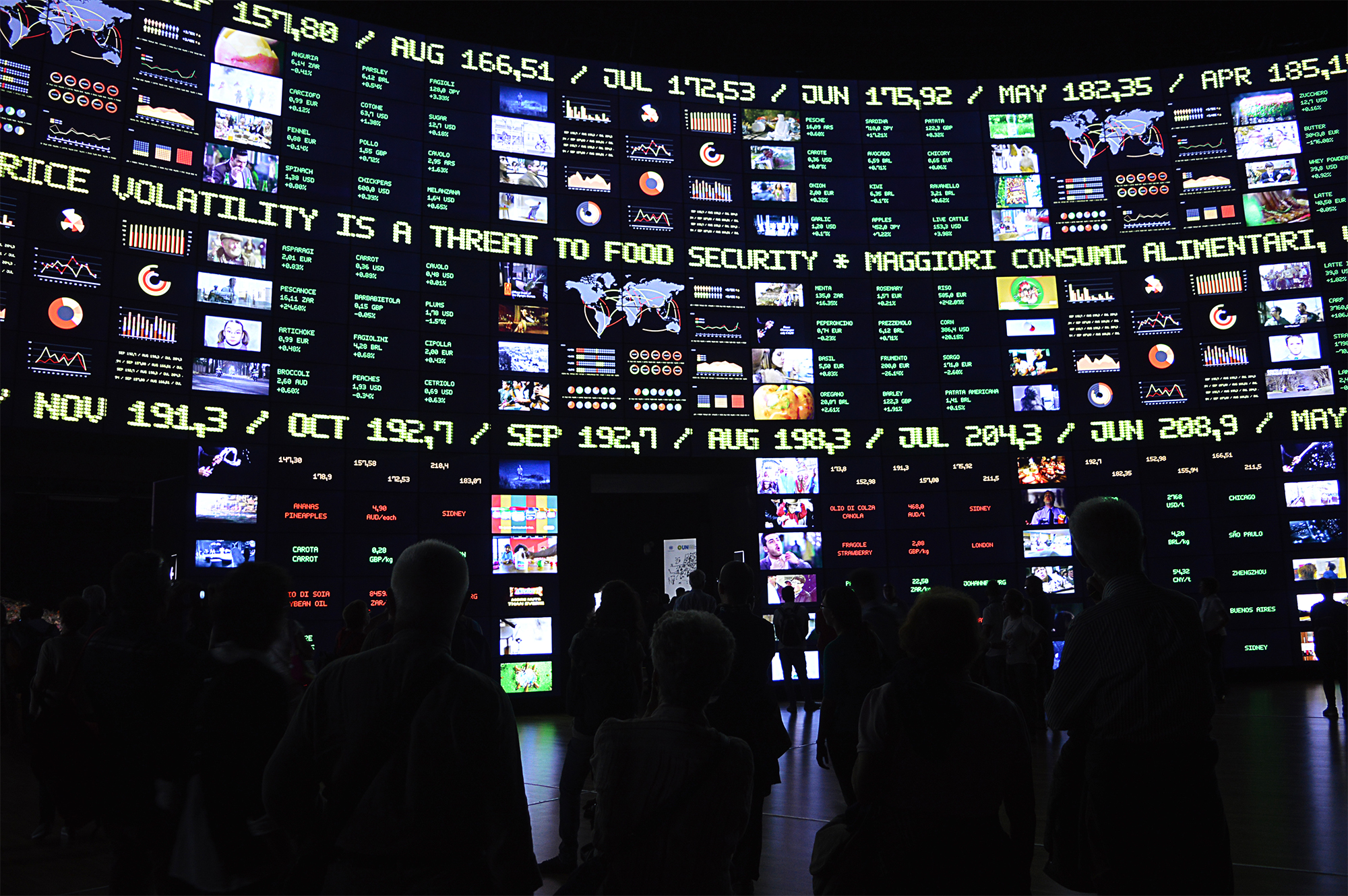
La borsa del cibo

La contemporaneità era simboleggiata dalla Borsa mondiale del cibo allestita con un maxi-schermo che formò un muro dell'altezza di venti metri, sul quale erano presentate le oscillazioni di prezzo del cibo. Questo allestimento voleva porre l'attenzione su come gli alimenti siano ormai solo merci da vendere, attraverso le quali comunicare effimeri valori di scambio.
La stanza successiva portava a riflettere sullo spreco del cibo, uno dei temi primari di Expo 2015. Parte del pavimento della sala fu coperto da una collina formata da rifiuti quotidiani, dove su una parete erano anche proiettati alcuni spezzoni di film, come per esempio Miseria e nobiltà con Totò, o Un americano a Roma con Alberto Sordi, mentre entrambi gli attori si ingozzano si spaghetti al sugo.
Da un'apertura nella parete dello stesso spazio si intravedono le conseguenti sciagure destinate al genere umano, tra cui c'è il costo pubblico causato da un miliardo e 700 000 individui con problemi di grave obesità.

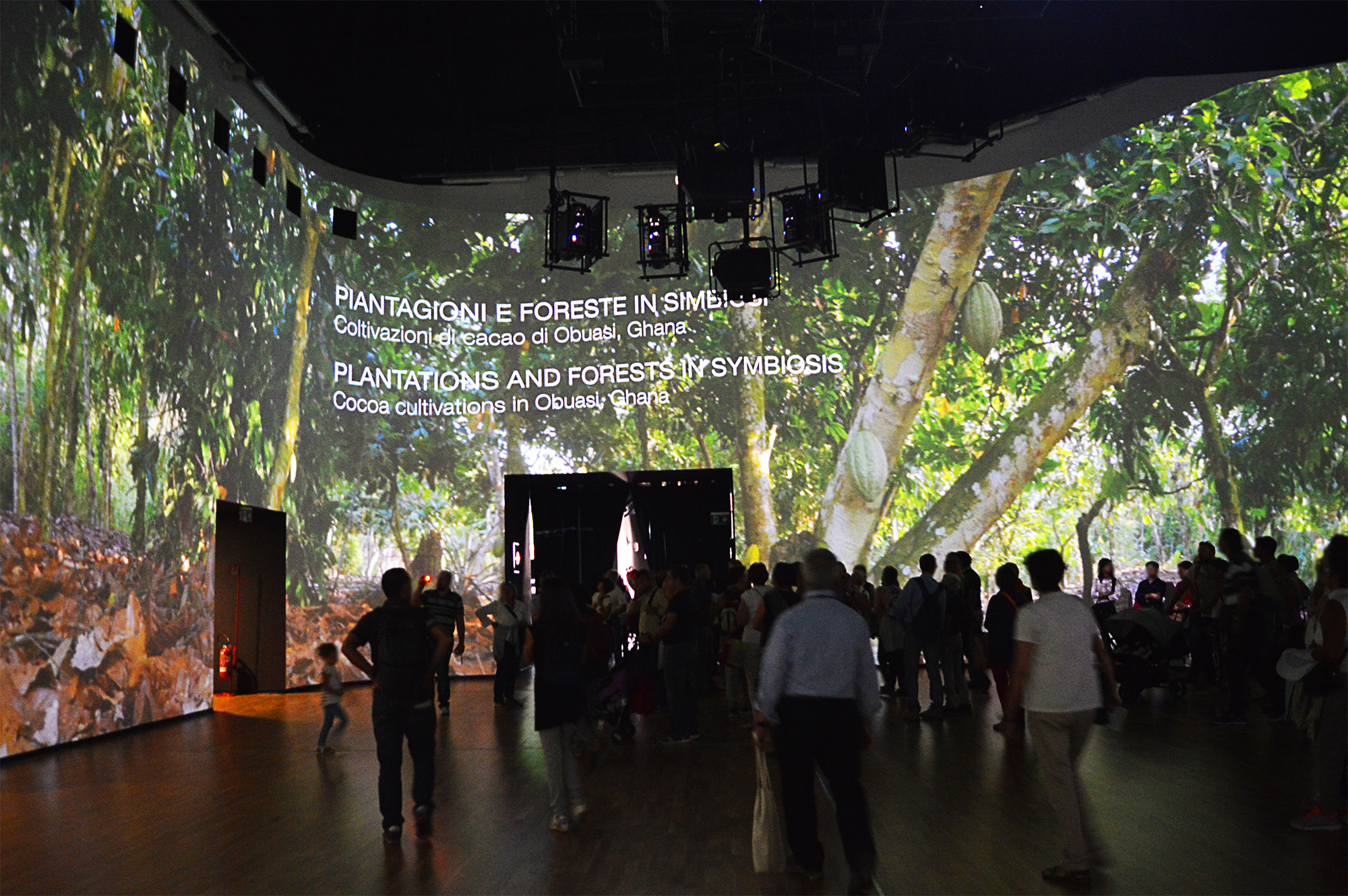
I modelli positivi

Il tour del Padiglione Zero fu chiuso da altre due sale tematiche che hanno tuttavia valenza di un prossimo futuro migliore. La prima fu dedicata a dei modelli positivi in una società di agricoltori e produttori alimentari. Invece nella seconda sala fu proiettato un video che spiegava con dei racconti visivi i cinque migliori progetti di collaborazione per lo sviluppo alimentare. In questa sala era proiettato un cortometraggio di Costanza Quatriglio per raccontare il tema delle Nazioni Unite per Expo Milano 2015: “Sfida Fame Zero - Uniti per un mondo sostenibile”.